# Phrictus quinquepartitus
Phrictus quinquepartitus je vrsta polkrilca iz družine svetivcev, razširjena v Srednji Ameriki.
Odrasli imajo dolg in nazobčan izrastek na glavi ter izjemno pisana krila, skupaj z ostalimi predstavniki rodu Phrictus spadajo med najbolj nenavadno oblikovane svetivce. Od drugih vrst jih je možno ločiti po tem, da ima na hrbtni strani izrastka pet zobcev. V dolžino zrastejo 4 do 5 cm, samci so nekoliko manjši od samic.
Vrsta je razširjena v Panami in Kostariki. O njihovi ekologiji ni veliko znanega. Podobno kot ostali svetivci se prehranjuje z rastlinskim sokom, ki ga sesa iz olesenelih delov dreves; v eni od študij so ugotovili povezanost s tropskim drevesom vrste Terminalia oblonga (družina kombretovk).